# Barbara von Rottal

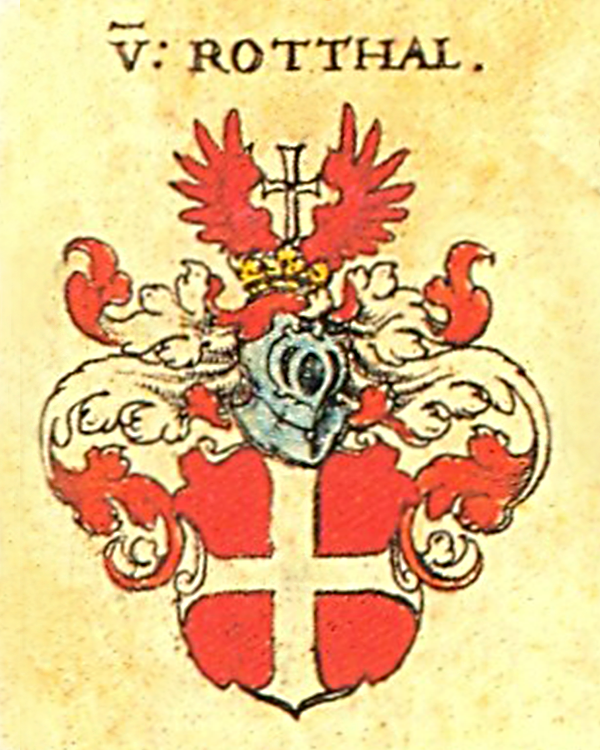
Wappen der Familie von Rottal

Barbara von Rottal Freiin von Thalberg (* 22. Juli 1500/31. März 1501; † 31. März 1550 vermutlich auf der Herrschaft Fulnek in Mähren; begraben in der Minoritenkirche in Wien) war eine österreichische Adelige. Von Interesse ist ihre Herkunft, da es Hinweise darauf gibt, dass sie nicht die Tochter ihres nominellen Vaters, Georg Freiherr von Rottal zu Thalberg, sondern eine außereheliche Tochter von Kaiser Maximilian I. war.
Sie war dreimal verheiratet. Durch ihre erste Ehe mit Siegmund von Dietrichstein Reichsfreiherr zu Hollenburg (in Kärnten), Finkenstein (am Faaker See in Kärnten) und Thalberg (in Dechantskirchen, Bezirk Hartberg-Fürstenfeld in der Steiermark) wurde sie zur Stammmutter des gräflichen und später fürstlichen Hauses Dietrichstein und damit zur Vorfahrin vieler Adelsfamilien der Erblande des Hauses Österreich sowie spanischer, portugiesischer und italienischer Adelsfamilien.

## Herkunft
Die Herkunft der Barbara von Rottal war wegen widersprüchlicher Quellen und literarischer Fragmente umstritten, da sie offiziell als Tochter des österreichischen Freiherrn Georg von Rottal auf Thalberg (* um 1460; † 1526) galt, der oberster Landhofmeister der Niederösterreichischen Lande war, es jedoch starke Hinweise darauf gibt, dass sie nicht dessen Tochter, sondern eine außereheliche Tochter von Kaiser Maximilian I. war. Die Frage war Gegenstand mehrfacher Untersuchungen durch Historiker und Genealogen, die zu teils widersprüchlichen Ergebnissen kamen, sowohl was ihren Vater als auch was ihre Mutter betrifft. Eine Zusammenfassung der Argumentation findet sich in der im Dezember 2012 von Karin Bachschweller vorgelegten Diplomarbeit Barbara von Rottal. Der Versuch einer Biographie.

### Barbaras Mutter

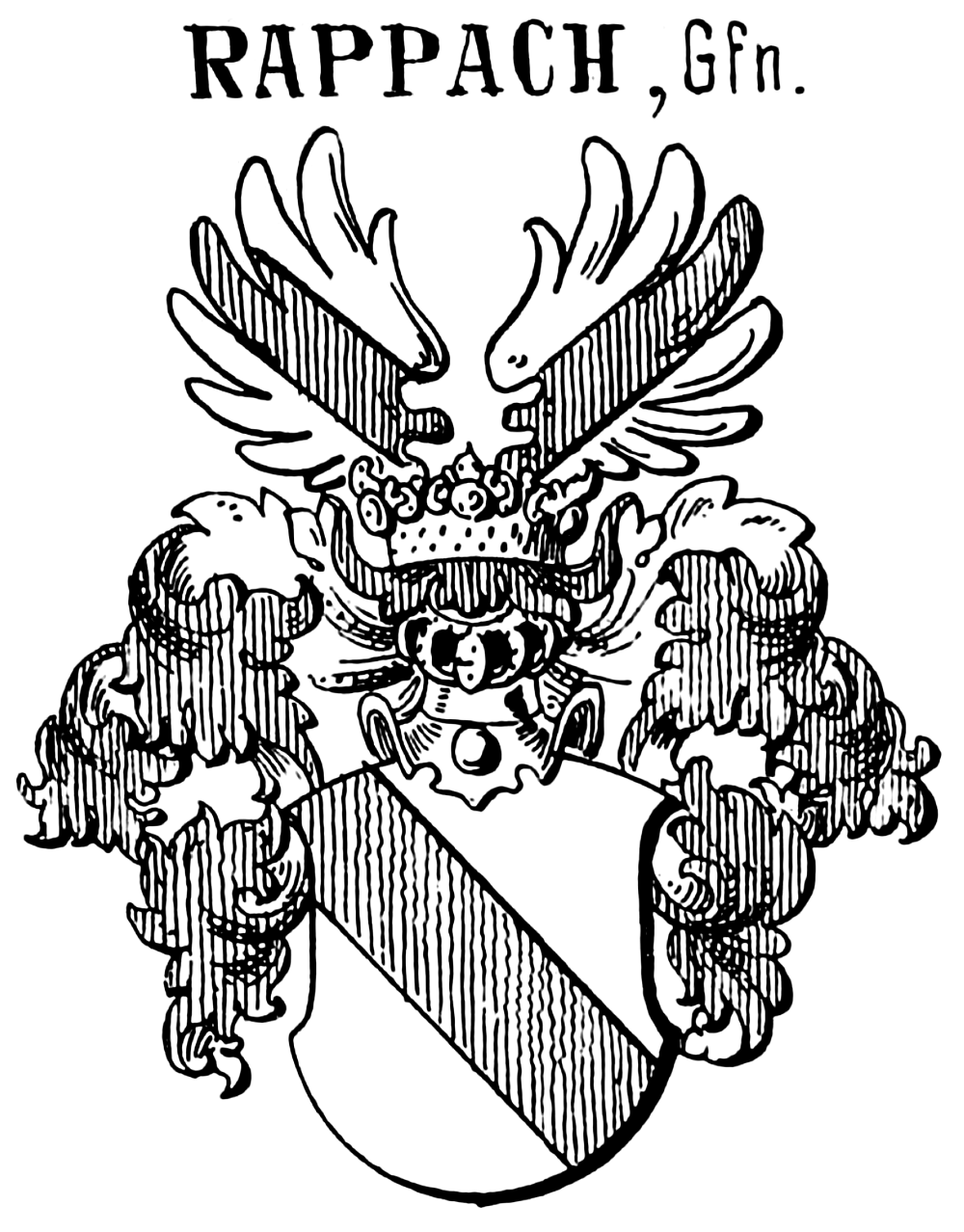
Stammwappen derer von Rappach

Auch über die Identität von Barbaras Mutter bestehen unterschiedliche Meinungen. Während Igallfy-Igàly überzeugt ist, dass Barbara eine außereheliche Tochter von Kaiser Maximilian I. ist, bezweifelt er, dass die Ehefrau des Georg Freiherr von Rottal, Margarethe von Rappach, ihre Mutter war. Anna Ehrlich setzt Margarethe von Rappach mit einer Margarethe von Edelsheim gleich, was jedoch aus den Quellen nicht weiter zu belegen ist.
Demgegenüber unterstreicht Rajakovics die Tatsache, dass zwei Gemälde über die Hochzeitsfeierlichkeiten, das Hochzeitsbild und das Turnierbild vom 23. Juli 1515 auf der kaiserlichen Burg von Wien, die Hochzeitsgäste zeigen, unter denen die Ehefrau des Freiherrn Georg von Rottal, Margarethe von Rottal, geborene von Rappach, als Obersthofmeisterin der Infantin Anna und ausdrücklich als „Brautmutter“ erwähnt wird.
Damit dürfte die Identität von Barbaras Mutter als Margarethe von Rappach, der Ehefrau des Georg von Rottal Freiherrn zu Thalberg, feststehen. Ihr Geburtsdatum ist nicht bekannt, sie erscheint urkundlich am 7. November 1494 und starb am 25. Juli 1522.
Die Familie von Rappach war ein österreichisches Adelsgeschlecht aus der Steiermark; ihre „Stammfeste“ Rappach lag bei Rottenmann im Bezirk Liezen. Sie wird erstmals 1339 urkundlich genannt und verfügte über Besitz in Thalhof bei Strechau in der Steiermark. Später erwarb das Geschlecht umfangreichen Besitz in Niederösterreich, darunter die Herrschaften Achau, Allentsteig, Brunn, Ebenfurth und Loschberg.
Weitgehende Einigkeit besteht über die Eltern der Margarethe von Rappach. Ihr Vater war Christoph III. von Rappach, der zwischen 1451 und 1485 urkundlich auftritt, am 20. Oktober 1485 verstarb und in Wien im Minoritenkloster bestattet wurde. Ihre Mutter war Johanna von Lomnitz, die zwischen 1486 und 1494 urkundlich auftritt, am 7. November 1494 verstarb und gleichfalls in Wien im Minoritenkloster begraben wurde.
Unterschiedliche Meinungen bestehen jedoch über die Zusammensetzung der weiter zurückgehenden Ahnentafel der Margarethe von Rappach zwischen Erich von Rajakovics und Ludwig Igàlffy-Igàly.

### Barbaras Vater
Lange umstritten war die Frage, wer der Vater der Barbara von Rottal war.
So verwies Mezler-Andelberg darauf, dass die Ehe der Margarethe von Rappach mit Georg von Rottal erst 1513 erfolgt sei, Barbara, die um 1500 geboren wurde, daher ein „Kuckuckskind“ sein müsse. Allerdings beruht dies auf einer unbelegten Annahme von Starzer.

#### Argumente gegen die Vaterschaft Maximilian I.
Laut Karin Bachschweller gibt es mehrere Gründe, die gegen die Vaterschaft von Kaiser Maximilian sprechen würden: So führt sie die Namensgebung an, da der Vorname Barbara in der Familie Rottal gebräuchlich war. Da ein in der Familie Rottal geläufiger Vorname am besten geeignet war, die fehlende Legitimität einer Tochter zu verbergen, spricht dies jedoch nicht zwangsläufig gegen die Vaterschaft Maximilians. Weiter führt sie eine Darstellung bei Mezler-Andelberg an, wonach Maximilian in der offiziellen Darstellung als treuer Gatte dargestellt wird, denn er habe in „… keuschestem Ehestand gelebet auch den Ehebruch bey seiner Hofstatt nit geduldet sondern hart abgestraffet …“ Die Zeugung Barbaras wäre in diesem Fall ein Ehebruch gewesen, da Maximilian von 1494 bis 1510 mit Bianca Maria Sforza verheiratet war. Diesem Argument steht jedoch die Tatsache gegenüber, dass er vor und nach seiner Ehe mit Maria von Burgund eine zahlreiche außereheliche Nachkommenschaft hinterlassen hat und die Ehe mit Bianca Maria Sforza eine „Vernunftehe“ war, die primär auf finanziellen Erwägungen und strategischen Interessen beruhte, jedoch emotional und räumlich distanziert war und nicht mit der Liebesheirat mit Maria von Burgund zu vergleichen ist. Es ist daher davon auszugehen, dass Maximilian sich durch diese Ehe kaum von seiner bekannten Neigung für junge Damen hat abbringen lassen, wohl aber Wert darauf legte, sein moralisches Ansehen nach außen zu wahren.
Als weiteres Argument gegen die Vaterschaft von Maximilian führt Bachschweller den Umstand an, dass Georg von Rottal Barbara 1523 „sein rechtes natürliches pluet und noterb“ nennt. Diese Formulierung deutet genau besehen eher das Gegenteil an, nämlich, dass es erhebliche Zweifel an seiner Vaterschaft gab, sodass er sich veranlasst sah, diese – bei einer ehelichen Tochter selbstverständliche – Blutsverwandtschaft mit Barbara ausdrücklich zu betonen.
Als wichtigstes Argument gegen die Vaterschaft Maximilians verweist Bachschweller auf den Text einer Erbvereinbarung aus dem Jahre 1505, in der Benigna von Rottal, eine Tochter von Georgs Bruder Christoph, und ihr Ehemann Wilhelm von Neudeck 1505 auf Erbansprüche zugunsten von Georg und seiner allfälligen männlichen und weiblichen Nachkommenschaft verzichten. Sie schließt daraus, dass Georg von Rottal damals schon eine Tochter hatte, da seine Nichte sonst wohl Barbara ausdrücklich erwähnt hätte. Naheliegend ist hingegen das Gegenteil, da die allgemeine Formulierung darauf hinweist, dass Georg von Rottal damals keine Kinder hatte. Dies ergibt sich auch aus der Formulierung eines bereits 1495 zugunsten seiner eventuellen Nachkommen erstellten, ganz ähnlichen Verzichtbriefes. Denn dort wurde festgehalten, dass im Fall einer bloß weiblichen Nachkommenschaft Georgs dessen Töchter für den endgültigen Verzicht eine Abschlagszahlung in Höhe von 3000 Pf. zu leisten hätten. Hätte Georg daher 1505 eine eigene Tochter gehabt, hätte man diese wegen der zu erwartenden Abschlagszahlung zweifellos im Verzichtbrief genannt.

#### Argumente für die Vaterschaft Maximilians

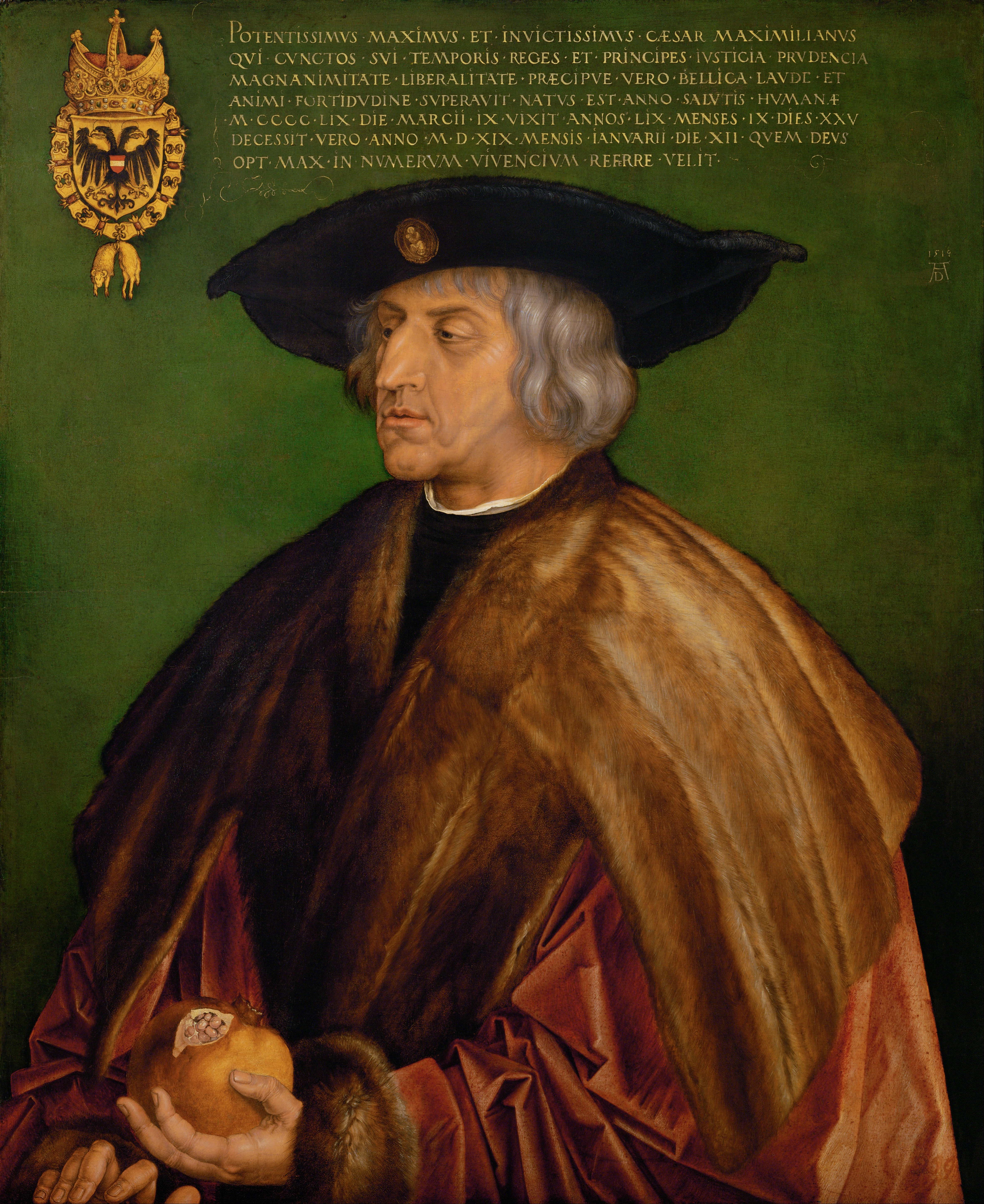
Albrecht Dürer – Portrait von Kaiser Maximilian I – Barbaras Vater

##### Förderung der Vermählung Barbaras durch Maximilian
Ein starker Hinweis darauf ist das große Interesse des Kaisers an der Verheiratung der Barbara von Rottal mit seinem Günstling Siegmund von Dietrichstein. So hegte der Kaiser offensichtlich bereits 1508 – als Barbara gerade einmal acht Jahre alt war – Pläne bezüglich ihrer künftigen Verheiratung mit Dietrichstein, denn er verpflichtete den damals 25-Jährigen vertraglich dazu, sich nicht ohne „kaiserlichen Rat und dessen Zustimmung“ zu vermählen und übertrug ihm – um ihm diese Verpflichtung schmackhaft zu machen – am 24. Dezember 1508 in Mecheln Schloss und Amt Lankowitz in der Steiermark um 4000 Gulden rheinisch zur Pflege und als Pfand.
Dass tatsächlich der Kaiser die treibende Kraft hinter der Verheiratung der Barbara von Rottal mit Dietrichstein war, zeigt eine kaiserliche Urkunde vom 22. Dezember 1513, ausgestellt in Augsburg, die sogenannte „Augsburger Abmachung“. Darin erfolgt der nächste Schritt zur Anbahnung der Ehe zwischen Barbara von Rottal und Dietrichstein. Dies allerdings durch Georg von Rottal, der sich jedoch nicht – wie in Adelskreisen üblich – direkt an Dietrichstein wandte, um bilateral die Ehe anzubahnen, sondern an Maximilian I., indem er diesen bat, er möge seine Tochter Barbara mit Siegmund von Dietrichstein verheiraten. Dies ist eine sehr ungewöhnliche Vorgangsweise, da es nicht Aufgabe des Kaisers ist, die Töchter von Adelsfamilien auf Wunsch der Väter gezielt mit deren Wunschkandidaten zu verheiraten. Die Bitte des Georg von Rottal erfolgte daher zur Verschleierung der tatsächlichen Beziehungen im Auftrag von Kaiser Maximilian, der andernfalls eine derartige „Zumutung“ wohl zurückgewiesen hätte.
Die enge Bindung des Eheprojekts an den Kaiser ergibt sich auch aus den folgenden Schritten des Kaisers: So ließ er Dietrichstein eine Verpflichtungserklärung unterschreiben, die ihn einerseits dazu verpflichtete, die damals etwa 13-jährige Barbara von Rottal zu heiraten, und ihm bei Nichteinhaltung damit drohte, dass dieser andernfalls die Herrschaft Waxeneck (heute Burgruine in der Gemeinde Anger in der Steiermark), sowie Stainz und Herzogburg und alle Briefe (Verträge) über die geplante Heirat herausgeben müsse. Zugleich verlangte er, dass Barbara von Rottal sowie Georg von Rottal und Dietrichstein in den von Maximilian erneuerten St. Georgs-Orden eintreten – und diesen damit finanziell unterstützen. Der Kaiser übte somit erheblichen Druck auf Dietrichstein aus, um diesen zu der Ehe mit der noch sehr jungen Barbara von Rottal zu verpflichten, was zeigt, dass er ein sehr persönliches Interesse an ihrer standesgemäßen Verheiratung hatte.

##### Aufwertung des Bräutigams

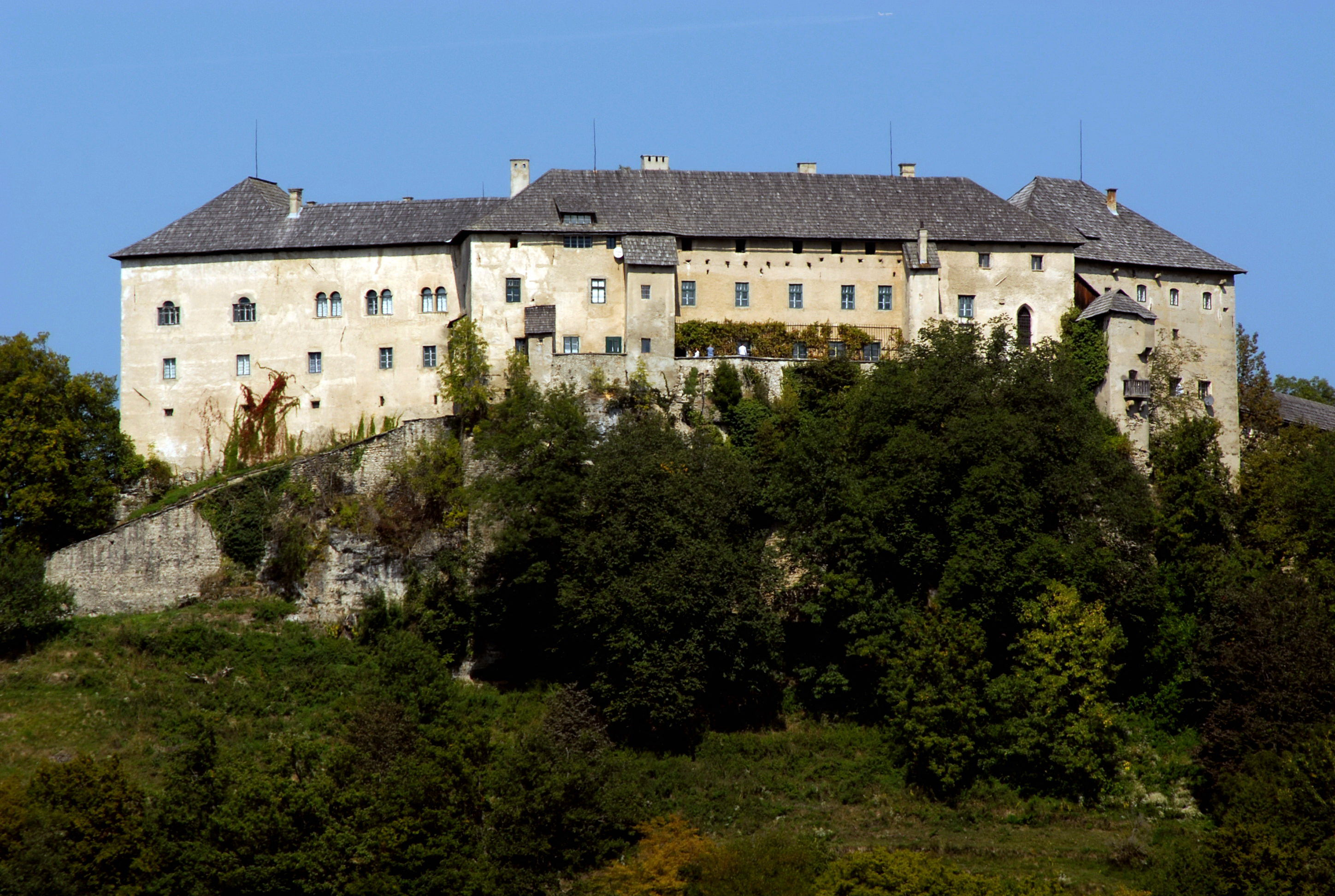
Burg Hollenburg

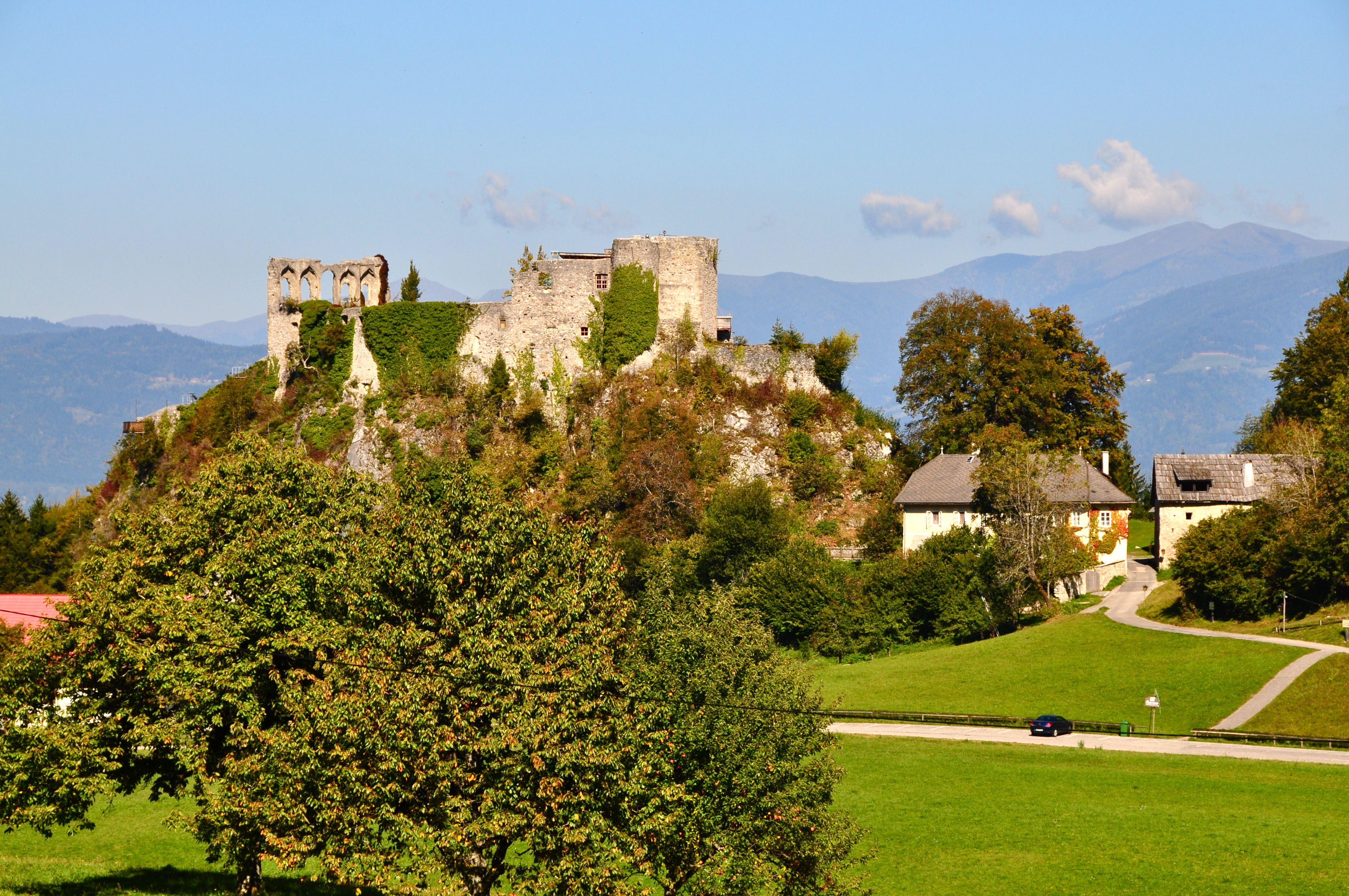
Burgruine Finkenstein am Faaker See

Im selben Interesse sorgte Kaiser Maximilian – kurz vor der Eheschließung – durch eine ganze Reihe von Gnadenbeweisen für den sozialen Aufstieg von Barbaras Bräutigam Dietrichstein. So verkaufte er ihm am 12. Februar 1514 Herrschaft, Schloss und Stadt Gmünd in Kärnten um 28.000 Gulden. Auch wollte er ihm die Herrschaft Hollenburg um 13.000 Gulden verkaufen. Dieses Projekt scheiterte jedoch vorerst am bestehenden Vorkaufsrecht des Michael von Wolkenstein-Rodenegg (* 1499; † 1523), dem Landhofmeister des Regiments der oberösterreichischen Lande.

Burg Thalberg

Unmittelbar darauf erhob Kaiser Maximilian am 8. Juli 1514 Siegmund von Dietrichstein und alle ehelichen Leibserben in den Freiherrnstand des Heiligen Römischen Reiches und erhob gleichzeitig die Schlösser Finkenstein und Hollenburg mit allen hohen und niederen Lehen zu freien Reichsherrschaften (Baronien). Dies geschah allerdings unter der Voraussetzung, dass diese wie die Herrschaft Burg Thalberg an Dietrichstein kommen würden. Aber auch dafür sorgte Maximilian, denn wohl nicht zufällig errichtete Georg von Rottal Freiherr zu Thalberg, der damals Landhofmeister der Niederösterreichischen Lande war, bereits wenige Wochen später, am 16. Oktober 1514, sein Testament, in dem er seine Güter Thalberg, Mödling, seinen Anteil an Waxeneck, das Haus in der Herrengasse in Wien (das spätere Palais Modena, heute Innenministerium) und seine übrigen Besitzungen in Ungarn, Österreich und Steiermark seiner einzigen „Tochter“ Barbara von Rottal vermachte, wobei im Falle eines kinderlosen Todes der zukünftige Schwiegersohn Siegmund von Dietrichstein die Besitzungen erben sollte.
Nachdem Dietrichstein am 20. Jänner 1515 von Maximilian zum Landeshauptmann der Steiermark ernannt worden war, verkaufte ihm der Kaiser fünf Tage später die Herrschaften und Schlösser Arnfels bei Marburg in der Steiermark, Aspang-Markt und Feistritz am Wechsel in Niederösterreich.

##### „Königliche“ Hochzeitsfeier für Barbara von Rottal
Den deutlichsten Hinweis darauf, dass Kaiser Maximilian tatsächlich der Vater der Barbara von Rottal war, liefert die Durchführung der Hochzeitsfeier am 23. Juli 1515.
Zu erwarten war eine Hochzeit im üblichen Rahmen adliger Eheschließungen, die in den jeweiligen Heimatpfarreien der Bräute mit anschließenden Festlichkeiten in den Schlössern der beteiligten Familien stattfanden, wobei der Landesfürst sich durch einen Vertrauten vertreten ließ, der in dessen Namen gratulierte und einen silbernen, manchmal auch vergoldeten Pokal als Ehrengeschenk des Herrschers überreichte.
Ganz anders war jedoch die Eheschließung der Freiin Barbara von Rottal konzipiert, nämlich als integraler Teil eines bedeutenden Treffens europäischer Herrscher, dem Wiener Fürstentag, bekannt auch als der erste „Wiener Kongress“ im Jahre 1515, auf dem am 22. Juli 1515 im Wiener Stephansdom durch die Wiener Doppelhochzeit zwischen einem Enkel und einer Enkelin von Kaiser Maximilian I. und dem Sohn und der Tochter von König Vladislav II. König von Böhmen und Ungarn, eine entscheidende Grundlage für die Großmachtstellung des Hauses Österreich geschaffen wurde, da sie bereits im Jahre 1526 zur Erwerbung der Königreiche Böhmen und Ungarn durch die Habsburger kam.
Am folgenden Tag, am 23. Juli 1515, kam es – vermutlich in der Hofburgkapelle – zu einer dritten Eheschließung, nämlich zu der zwischen Barbara von Rottal und Siegmund von Dietrichstein, die durch ein Ritterturnier begleitet wurde.
Als wäre das nicht Auszeichnung genug für ein Ehepaar, das keineswegs zum Hochadel zählte, gab es am Abend für dieses Ehepaar ein feierliches Abendessen in der Wiener Hofburg, bei dem angeblich 300 Speisen aufgetragen wurden und an dem die wichtigsten Fürsten und Würdenträger des Wiener Fürstentages teilnahmen, so Kaiser Maximilian I., König Sigismund I. der Alte von Polen, König Ladislaus II. von Ungarn, die jungvermählten Prinzessinnen, Anna von Böhmen und Ungarn und Erzherzogin Maria von Österreich und deren frisch angetrauter Ehemann Kronprinz Ludwig von Böhmen und Ungarn, die Herzoge Heinrich von Braunschweig, Wilhelm IV. und Ludwig X. von Bayern, Albrecht VII. von Mecklenburg, sowie Kasimir Markgraf von Brandenburg-Kulmbach, Johann III. von der Pfalz. An geistlichen Fürsten waren zwei Kardinäle – Tamás Bakócz Primas von Ungarn, Erzbischof von Esztergom (1498–1521) und Matthäus Lang von Wellenburg Bischof von Gurk (1505–1522) und dreizehn Bischöfe, darunter der Fürsterzbischof von Salzburg, Leonhard von Keutschach (1495–1519), und der Erzbischof von Bremen Christoph von Braunschweig-Wolfenbüttel (1511–1558) sowie zahlreiche andere Magnaten vertreten.
Noch beachtlicher ist, dass Barbara von Rottal zu so einem hochrangigen Gastmahl in der Wiener Hofburg nicht nur geladen war, sondern in diesem königlichen Kreis völlig überraschend den Ehrenplatz einnahm, denn sie saß zur Rechten von Kaiser Maximilian und zur Linken von König Vladislav II. von Böhmen und Ungarn, wurde daher höher eingestuft, als die königlichen Prinzessinnen. Hinzu kommt, dass an dieser Tafel zwar Barbaras Mutter Margareta von Rappach als Brautmutter, nicht hingegen der angebliche Brautvater und angebliche Gastgeber Georg von Rottal anwesend war.
Diese – völlig ungewöhnliche – Tischordnung ist durch schriftliche Quellen, wie der „Wahrhaftigen Beschreibung des österreichischen und habsburgischen Rahmens, Herkommens, Geschlechte, Fortpflanzung“, bekannt als der „Ehrenspiegel“ des Johann Jakob Fugger, und auch durch einen Ausstellungskatalog belegt.

Darüber hinaus bestehen auch zwei bildliche Darstellungen, die auf zeitgenössische Originale zurückgehen: Es handelt sich dabei einerseits um eine Darstellung des Hochzeitsbanketts in der Hofburg zu Wien in Form eines Gemäldes aus dem 17. Jahrhundert – eine Kopie des verlorenen Originals aus dem 16. Jahrhundert –, das sich im Universalmuseum Joanneum in Graz befindet, bei dem die Personen an der kaiserlichen Tafel durch Angabe der Namen und durch Darstellung ihrer Wappen über den Köpfen leicht zu identifizieren sind. Dieses Bild ist in der Diplomarbeit von Karin Bachschweller und auch im Werk von Sabine Weiss – als Vorsatzbild – wiedergegeben. An der kaiserlichen Hochzeitstafel saßen demnach von links nach rechts nach der Transkription von Karl Eder: 

„Ladislaus Kenig in Ungern – Barbara von Rottal Braut – Maximilianus Primus Römiser Keyser – Anna des Kenig Ladislaus Dochter – Sigismundus Kenig In Poln – Infantin Anna Des Königs Philippus In Hispanin Dohter – Prinz Lutwig Des König Ladislaus Sochn – Oberst Hoffmeisterin bey der Infantin Anna der Braut Mutter – Sigismund Herr von Dietrichstein.“

 An zwei Nebentischen saßen u. a.: 

„Cardinal von Gran – Cardinal von Gurck – Herzog Willhelm von Bayern – Pfalzgraf Lutwig beym Rhein – Hans Graf von Hartek – David von Knöringen – Casimir Marggraf zu Brandenburg – Hans Jakob von Landau – Georg Marggraf zu Brandenburg – Adolf von Biberach.“

Diese Sitzordnung widerspricht allen protokollarischen Regeln, da Barbara von Rottal als einfache Adlige von ihrem Landesfürsten nur die für ihre Standesgenossen üblichen Glückwünsche erwarten konnte.

Beim zweiten Gemälde, das mit 23. Juli 1515 – dem Tag der Eheschließung Barbaras mit Dietrichstein – datiert ist, handelt es sich um eine Darstellung des aus Anlass der Hochzeit veranstalteten Ritterturniers, bei dem im Hintergrund die Tafel nach dem Turnier mit den wichtigsten Gästen dargestellt ist. Es befindet sich heute gleichfalls im Universalmuseum Joanneum in Graz. Erwähnt werden in den Überschriften: 

„Barbra von Rottal Braut – Prinz Ludwig des König Ladislaus (!) Sochn – Prinzeßin Anna des König Ladislaus Docher (!) – Ladislaus König In Ungern – Sigismundus König In Pohlen – Infantin Anna des Königs Philippus In Hispanen Docher – Herzogilhem Von Bayeren – Oberst Hoffmaisterin bei der Infantin : Der Braut Mutter – Pfalzgraf Ludwig am Rainn – Cardinal von Gran – Cardinal von Gurck.“

 Dietrichstein fehlt zwar an dieser Tafel, wird jedoch ausdrücklich in der Beschreibung des Bildes genannt: 

„Der röm:Kay: Maximilianus der erste : hat alhir In der statt Wienn: Anno 1515 dem 23 July : Ingegenward beiden Ungerisch Und Pohlischen Königliche Maystet : Mit Uornembsten Rittern Einen Turnir auf dem Neunn Marckh gehalten : Eben an Dißen Dag : ist der hoch und Wohlgebohrne (!) Herr Sigismunden von Dietrichstain :Freyherr: Zu Hollenburg : Finckenstein und Thalberg Erbschenck in Charnten : Der Röm: Kay: May: obrister Silber Camerer: Geheimbster Vnd Liebster Rath : mit der hoch und Wohlgebohrne Freyler Barbra : Gebohrne Freyherrn von Rottal Ver Mehlet Worden.“

Das Argument von Mezler-Andelberg, wonach die Abwesenheit des Georg von Rottal beim Hochzeitsmahl für seine Tochter nichts bedeutet, da es zu jener Zeit nicht unüblich gewesen sei, dass Familienmitglieder bei einer Hochzeit fehlten, da oft zur selben Zeit mehrere Festessen zu Ehren des Brautpaares stattfanden, geht hier offensichtlich ins Leere, sondern zeigt im Gegenteil, dass der nominelle Vater Barbaras ganz bewusst ausgeschlossen wurde. Die von Sabine Weiss vertretene These, wonach Georg von Rottal der Vater Barbaras war und vermögend genug sei „um sich ein aufwändiges Festmahl zu leisten“ und daher der Gastgeber des Hochzeitsmahls in der Wiener Hofburg war, kann aus mehreren Gründen nicht stimmen: Da gerade der angebliche Gastgeber beim Festmahl auffallend fehlt, da ein Freiherr nicht den Kaiser und dessen Familie in die kaiserliche Wiener Hofburg zum Hochzeitsessen für seine Tochter einladen kann, „wo dreihundert Gänge auf goldenen und silbernen Schüsseln serviert wurden“, und da der Rang der anwesenden Gäste turmhoch über dem seinen liegt. In der Darstellung von Sabine Weiss über die Konkubinen Maximilians und deren Nachkommen fehlt daher wohl zu Unrecht Barbara von Rottal.
Es ist somit offensichtlich, dass Kaiser Maximilian selbst in diesem hochoffiziellen Rahmen der Barbara von Rottal geradezu königliche Ehren erwies, was wohl nicht anders zu erklären ist, als dass er selbst ihr Vater war.

##### Testament von Kaiser Maximilian
Die besondere Beziehung von Kaiser Maximilian zur Familie Dietrichstein zeigt sich auch in seinem Testament, in dem er verfügte, dass ebenso oft als seiner selbst in Totenmesse und Gebet auch jedes Mal Siegmund und des Dietrichstein’schen Hauses in liebender Fürbitte zu gedenken sei.

## Leben
Barbara von Rottal wurde am 22. Juli 1500 oder am 31. März 1501 geboren und wuchs im Haushalt ihrer Mutter und ihres nominellen Vaters Georg von Rottal auf. Die Familie lebte in dem Haus, das Georg von Rottal in der Herrengasse in Wien besaß. Dieses fiel durch die erste Ehe Barbaras an das Haus Dietrichstein und war als Palais Dietrichstein bekannt, bis es 1811 von der von Napoleon aus Mailand vertriebenen Erzherzogin Maria Beatrix von Este, Tochter und Alleinerbin von Ercole III. d’Este, Herzog von Modena, gekauft und Palais Modena genannt wurde. Seit 1843/44 ist es im Besitz des österreichischen Staates und dient heute als Innenministerium.

### Ehe mit Dietrichstein

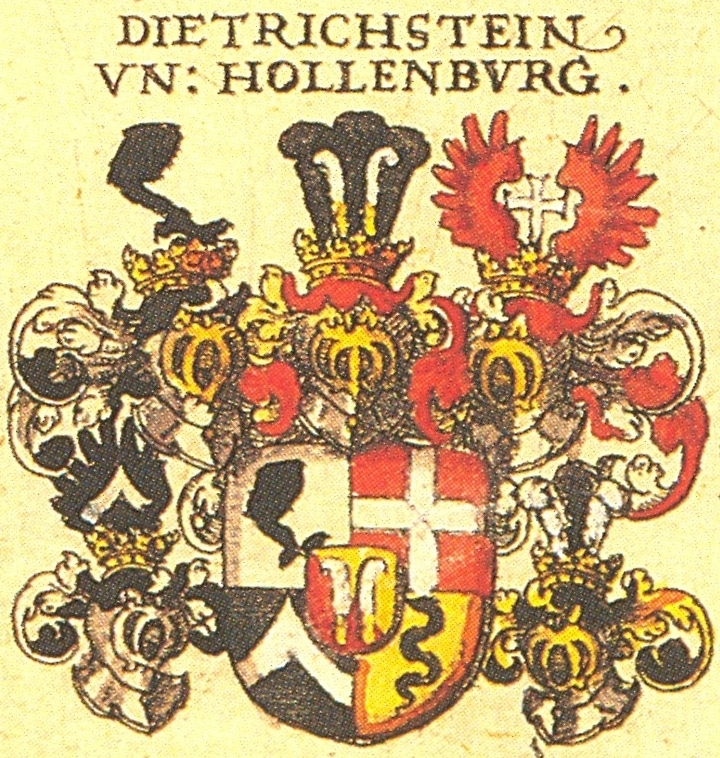
Wappen der Dietrichstein von Hollenburg aus Siebmachers Wappenbuch

Nach ihrer Heirat mit Siegmund von Dietrichstein am 23. Juli 1515 war Barbaras Leben wesentlich durch die Aktivitäten ihres Ehemannes geprägt, der wichtige Funktionen als Landeshauptmann der Steiermark und als Statthalter von Innerösterreich ausübte und vielfach auch mit militärischen Aufgaben betraut wurde. So gelang es ihm, einen Aufstand von fast 80.000 windischen (slowenischer) Bauern, die sich im Windischen Bundschuh unter der Devise „für das alte Recht“ zusammengeschlossen hatten, um gegen die wachsenden Türkensteuern zu protestieren, im September 1516 bei Pettau niederzuwerfen. Weniger erfolgreich war er 1525 beim Versuch, den Erzbischof von Salzburg Matthäus Lang von Wellenburg, der von aufständischen Bauern in der Festung Hohenwerfen belagert wurde, zu entsetzen, da er wegen einer Meuterei der eigenen Truppen wegen fehlendem Sold selbst in Gefangenschaft geriet.
Dass ihr Leben trotz des offensichtlichen Reichtums nicht gerade von Üppigkeit geprägt war, zeigt die Tatsache, dass ihr Ehemann, der der Gottesfurcht, Tugend und Mäßigkeit besonders zugetan war, am 22. Juni 1517 die St.-Christophorus-Ritter-Gesellschaft, zur „Hintanhaltung des Lasters der Trunkenheit und des Fluchens“ gründete.
Ein wichtiger Einschnitt in ihrem Leben war zweifellos das Ableben von Kaiser Maximilian, ihres mutmaßlichen Vaters und Gönners ihres Ehemannes Dietrichstein, im Jahre 1519.
Ein protokollarischer Höhepunkt war wohl auch für Barbara die Tatsache, dass Dietrichstein als Stellvertreter von Kaiser Ferdinand I. am 11. Dezember 1520 in Innsbruck an der Trauungszeremonie mit dessen Braut, der Prinzessin Anna von Böhmen und Ungarn mitwirken durfte. Beim Beilager des Brautpaares am 25. Mai 1521 in Linz nahm er als Obersthofmeister der neuen Erzherzogin teil.
Barbaras erster Ehemann Siegmund Freiherr von Dietrichstein starb am 19. Mai 1533 auf Burg Finkenstein und wurde in Villach in der St. Jakobskirche bestattet.

### Testament
Kurz nach dem Tod ihres Gemahls Siegmund von Dietrichstein verfasste Barbara Freifrau von Dietrichstein am 18. Juli 1533 ihr Testament. Nach einem am 3. Mai 1524 geschlossenen Heiratsvertrag zwischen Georg von Rottal und ihrem Bräutigam Dietrichstein standen ihr die Güter zu, die sie von ihrem Vater ererbt hat, außer Schloss Thalberg samt Zugehör, wobei nach ihrem Tod die Hälfte an ihre Kinder fallen sollte, die andere frei von ihr vergeben werden konnte. Zu den wesentlichen Besitzungen Barbaras zählten: Schloss und Herrschaft Thalberg als Stammsitz der Familie Rottal, das Haus in Wien (in der Herrengasse), das spätere Palais Dietrichstein, dann Palais Modena, sowie die Herrschaften Hollenburg südwestlich von Klagenfurt an der Drau und Finkenstein in Südkärnten südwestlich vom Faaker See.

### Abschied vom Hofleben und weitere Ehen

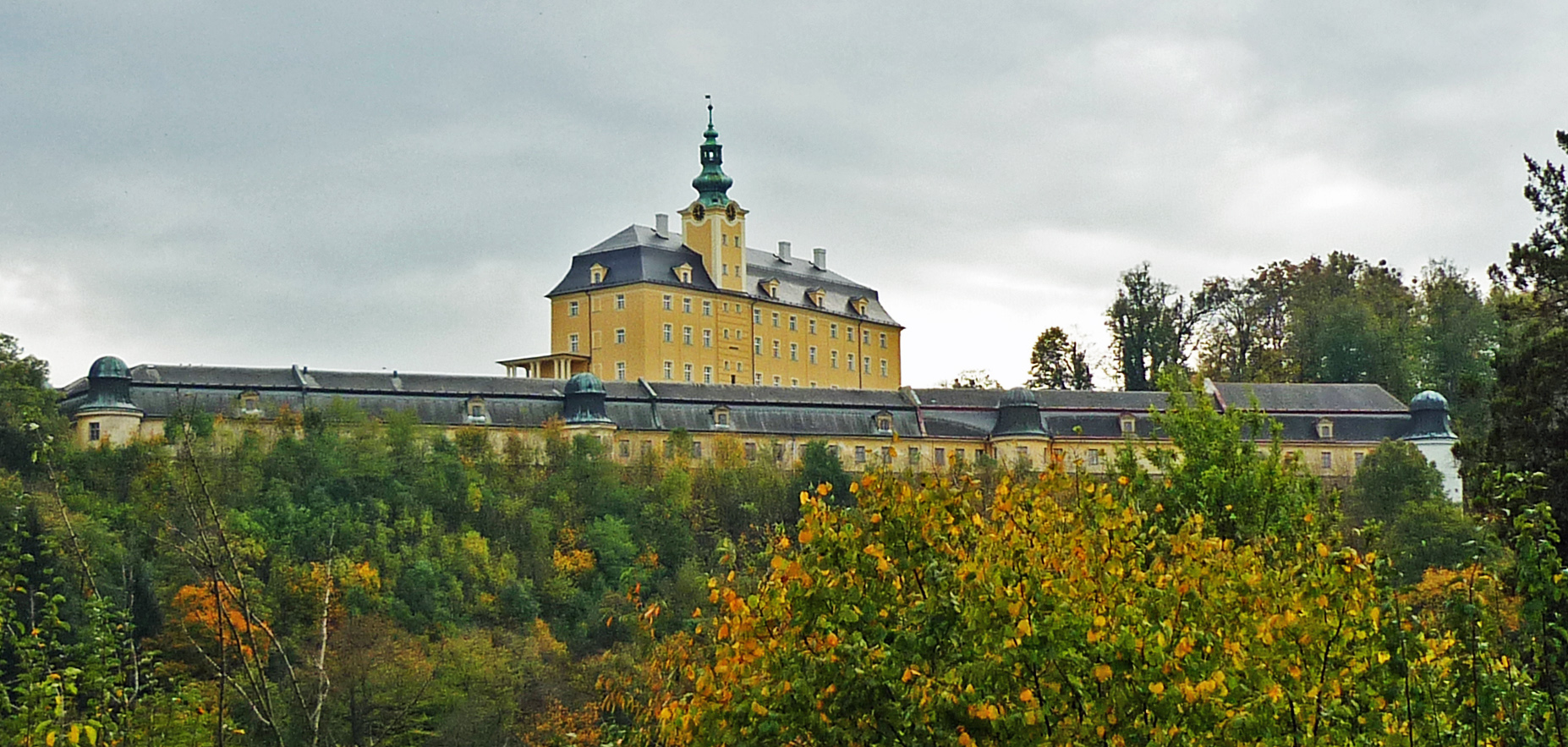
Oberes und Unteres Schloss Fulnek

Ein neuer Abschnitt in Barbaras Leben begann nach dem Tod ihres ersten Ehemannes Dietrichstein, denn mit seinem Tod erloschen seine Hofämter und seine Verpflichtungen am kaiserlichen Hof in Wien, in die Barbara eingebunden war, zugleich ergab sich daraus die vorgesehene Übergabe eines Großteils der an sie gefallenen Güter an ihre Kinder. 1534/35 heiratete sie in zweiter Ehe den schlesischen Adligen Ulrich von Czettritz von Kinsberg, Erbherr auf Lorzendorf, Kreishauptmann von Troppau und Kammerjunker von König Ludwig II. von Ungarn. Sie verließ Wien und das Umfeld des kaiserlichen Hofes und lebte fortan als Landadelige auf den Besitzungen ihres zweiten Ehemannes, insbesondere im 1540 erworbenen Fulnek, 30 Kilometer südlich von Opava (Troppau) in Mähren an der Grenze zu Schlesien (heute im Okres Nový Jičín in Tschechien).
Barbara blieb auch nach dem Ableben ihres zweiten Ehemannes in Fulnek und heiratete dort 1544 in dritter Ehe Balthasar von Schweinitz auf Pilmsdorf (Pilmesdorf), dessen Familie seit 1290 urkundlich ist, wobei an den Hochzeitsfeierlichkeiten die Söhne Kaiser Ferdinands I., Maximilian und Ferdinand, teilnahmen. Von Schweinitz lebte ab 1548 mit Barbara auf der Herrschaft Fulnek in Mähren und blieb auch nach dem Tod Barbaras in Fulnek, wo er auch verstarb.

### Tod
Barbara von Rottal starb am 31. Mai 1550, vermutlich auf Schloss Fulnek, sie wurde jedoch in Wien in der Minoritenkirche in der Gruft ihrer mütterlichen Familie begraben, in der 1525 ihr (Zieh-)Vater Georg von Rottal, 1522 ihre Mutter Margarethe von Rappach, ihr Großvater Christoph von Rappach und 1445 bereits ihr Urgroßvater Christoph von Rappach begraben worden waren. Ihre Grabinschrift lautet: „Hie unden ligt begraben die Wollgeborene Frau Frau Barbara geborne Freyin von Rotthall und Tallberg des Edlen Gestrengen Herren Balthasar von Schweinitz auf Fulnekh eheliche Gemahel welche verschaiden ist den letzten May Anno 1550“.

## Denkmünze
Anlässlich der Vermählung Siegmund von Dietrichsteins mit Barbara von Rottal 1515 wurden Medaillen von Ulrich Ursenthaler im Halbtalergewicht hergestellt, die Siegmund im Harnisch und seine Gemahlin im Brustbild, jeweils mit namentlicher Umschrift, tragen.

## Nachkommen

### Aus erster Ehe

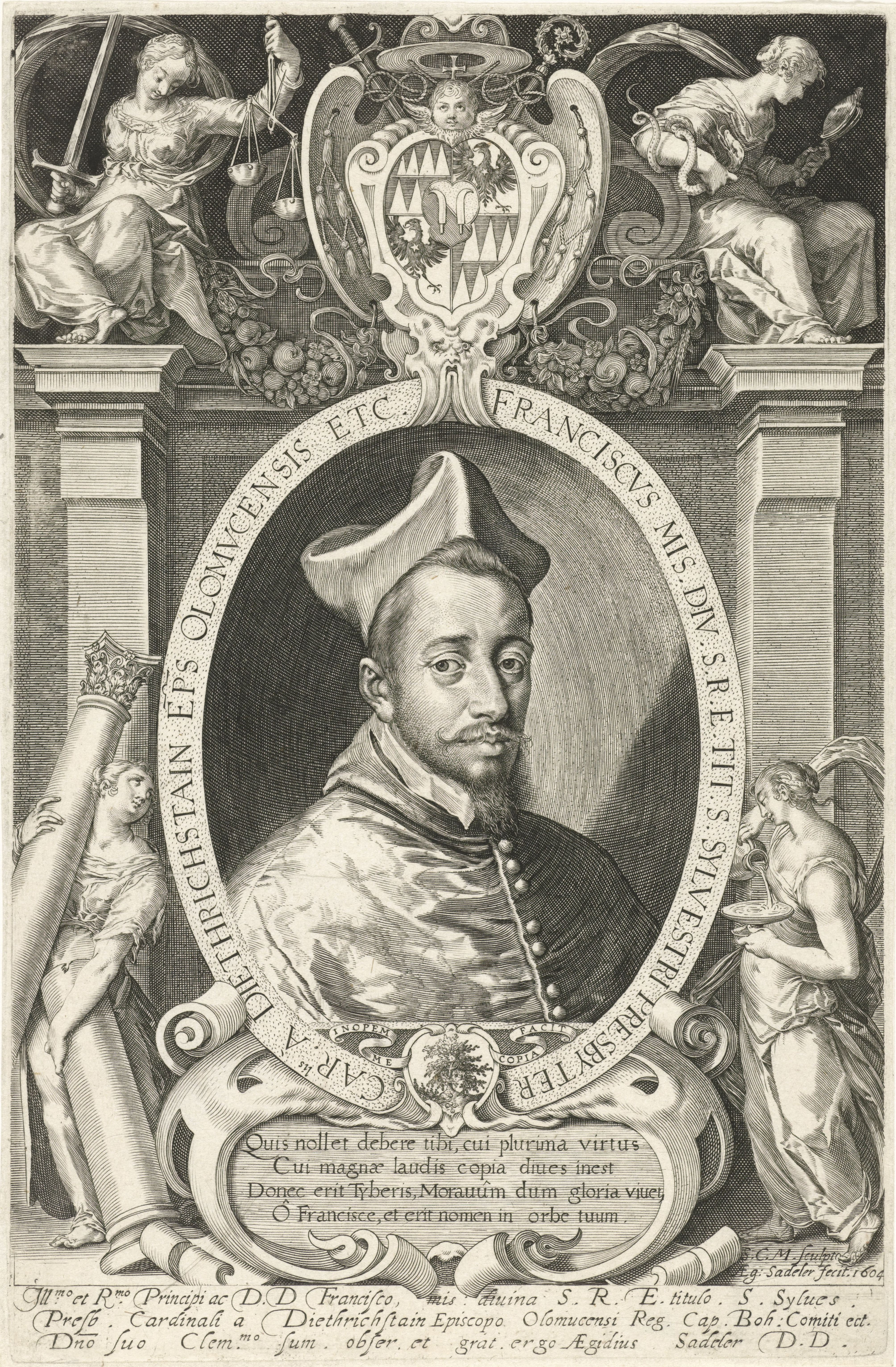
Kardinal Franz Fürst von Dietrichstein

Barbaras erster, am 23. Juli 1515 in Wien geschlossenen Ehe mit Siegmund von Dietrichstein entstammten sechs Kinder:
1. Stephan Ferdinand Freiherr von Dietrichstein (* 26. Dezember 1521; † 1523)
2. Esther Freiin von Dietrichstein (* 4. Juli 1525; † 20. Februar 1597) ⚭ I. 1543 Johann VI. Herr von Liechtenstein zu Nikolsburg (* 1500; † 1552), ⚭ II. N von Dohna, ⚭ III. Andreas Freiherr Pögl von Reifenstein.
  1. Genovefa von Liechtenstein-Nikolsburg; † 31. Januar 1601; ⚭ I. 1571 Johann Cernohorsky z Boskowicz (* 1546; † 1589); ⚭ II 1598 Heinrich, Burggraf von Dohna († 1603)[55]
3. Siegmund Georg Freiherr von Dietrichstein (* 2. September 1526; † Schloss Hollenburg 25. Juli 1593), Stammvater der älteren, nach Hollenburg benannten Linie, ⚭ 12. Mai 1554 auf Schloss Wildberg in Oberösterreich Anna Maria Herrin von Starhemberg, Tochter von Erasmus I. von Starhemberg Herr auf Riedegg im Mühlviertel, Lobenstein, Wolfsthal etc. und der Anna Gräfin von Schaunberg (1513–1551), der Erbtochter von Georg Reichsgraf zu Schaunberg.[56] Von seinen Nachkommen war Gundaccar Freiherr von Dietrichstein (* 1623; † 25. Jänner 1690 in Augsburg;, begraben in seiner Stiftung, dem Kapuzinerkloster in Oberhollabrunn in Niederösterreich) Lutheraner, wurde jedoch nach seinem Übertritt zum Katholizismus kaiserlicher Kämmerer und Gesandter und am 20. März 1656 in den Reichsgrafenstand und am 15. April 1684 in den Reichsfürstenstand erhoben. Er war zweimal verheiratet, hinterließ jedoch keine Nachkommenschaft, machte daher seinen Großneffen, den Freiherrn Gundaccar Ferdinand von Dietrichstein (* 1678; † 1744), seit 1693 Reichsgraf, zu seinem Universalerben. Er war der nähere Stammvater dieser älteren – 1861 mit dem Grafen Johann Duclas von Dietrichstein erloschenen – Linie des Hauses.
4. Adam Freiherr von Dietrichstein (* 27. Oktober 1527 in Graz; † 15. Jänner 1590 auf Schloss Nikolsburg; begraben im Veitsdom zu Prag zu Füßen von Kaiser Maximilian II.), ⚭ 1553 im St. Veitsdom zu Prag mit der katalanischen Adeligen Margareta Folch de Cardona y Requesens aus dem fürstlichen Haus Folch de Cardona (* Barcelona um 1535; † Madrid 23. Februar 1609). Er war der Stammvater der Nikolsburgischen oder Fürstlichen Linie des Hauses. Adams jüngster Sohn, Franz Seraph von Dietrichstein (* Madrid 1570; † Brünn 19. September 1636), ergriff die geistliche Laufbahn, wurde von Papst Clemens VII. (Giulio de’ Medici) am 3. März 1598 zum Kardinal erhoben, worauf ihn der Kaiser 1599 zum Fürstbischof von Olmütz ernannte. Er krönte 1612 seine entfernten Vettern Matthias Erzherzog von Österreich und 1617 Ferdinand II. Erzherzog von Österreich zu Königen von Böhmen und war ab 1610 Direktor des geheimen Staatsrates. Kaiser Ferdinand II. erhob ihm am 15. Februar 1624 in den Reichsfürstenstand mit dem Recht der Weitergabe an einen Verwandten. Adams Enkel Maximilian von Dietrichstein (* 1596; † 6. November 1655) wurde zum näheren Stammvater der fürstlichen Linie, da er von seinem Onkel Kardinal Franz Fürst von Dietrichstein adoptiert wurde und am 24. März 1631 selbst in den Reichsfürstenstand erhoben wurde. Diese fürstliche Linie erlosch mit Moritz Joseph Johann von Dietrichstein-Proskau-Leslie, dem 10. Reichsfürsten von Dietrichstein (* 19. Februar 1775 in Wien; † 27. August 1864). Von Alexandrine, einer Tochter des 9. Fürsten Joseph Franz von Dietrichstein-Proskau-Leslie (* 1798; † 1858), die mit dem österreichischen Staatsmann Alexander Graf von Mensdorff-Pouilly (* 1813; † 1871) verheiratet war, leitet sich das neuere österreichische Fürstenhaus von Dietrichstein zu Nikolsburg aus dem Haus Mensdorff-Pouilly ab, das jedoch in männlicher Linie mit dem 3. Fürsten Alexander Albert 1964 erlosch. Unter den Nachkommen der Barbara von Rottal finden sich dadurch Vertreter aus fast allen Familien des österreichischen Hochadels, wie etwa aus dem Haus der Fürsten von Liechtenstein, aus dem der Fürsten von Eggenberg, der Fürsten von Auersperg, der Grafen und Fürsten von Orsini und Rosenberg, der Grafen und Fürsten von Windisch-Graetz, der Grafen von Zinzendorf, der Grafen und Fürsten von Khevenhüller, der Grafen von Herberstein, der Grafen von Harrach, der Grafen von Wilczek, der Grafen von Sedlnitzky, von Kuefstein von Blanckenstein etc. Man findet Nachkommen jedoch auch in bekannten böhmischen Geschlechtern, wieder bei den Grafen und Fürsten von Kaunitz, bei den Grafen und Fürsten Kinsky von Wchinitz und Tettau, bei den Grafen Czernin, sowie auch bei deutschen Adelsfamilien, wie bei den Grafen Schlick von Passaun, von Waldburg-Scheer, bei den Grafen von Salm-Neuburg, den Grafen zu Pappenheim, ebenso wie bei ungarischen Familien, wie bei den Grafen von Weckheim, den Grafen von Zichy und den Grafen von Karolyi etc. Dank der Herkunft Barbaras sind alle Nachkommen von Kaiser Maximilian und – wenn auch entfernt – mit dem bis 1918 regierenden Haus Österreich verwandt.
5. Anna Freiin von Dietrichstein (* 20. Februar 1529; † 1532)
6. Karl Freiherr von Dietrichstein (* 24. Juni 1532‚ † 1562) & 5. Jänner 1554 Dorothea von der Leipa, Tochter von Wenzel Herr von Leipa auf Meseritsch und Lomnitz (keine Kinder)[57]

### Aus zweiter Ehe
Aus der zweiten, 1534 oder 1535 geschlossenen Ehe mit Ulrich von Czettritz ging eine Tochter hervor:
1. Anna Maria Czettritz von Kynsberg (* um 1536; † 1568, begraben zu St. Jakob in Brünn), die 8000 Gulden aus der Herrschaft Fulnek bekommen sollte. Sie heiratete nach Igàlffy-Igàly[49] 1552 Hans Haugwitz von Biskupitz auf Ratschitz und Chrobin, der 1554 Landeshauptmann von Mähren war und 1580 verstarb. (Nach anderen Quellen starb Barbaras zweiter Gemahl kinderlos 1541 zu Adelsbach, worauf seine Güter an seinen Bruder Georg von Czettritz fielen.)[58]

### Aus dritter Ehe
Der dritten, 1544 geschlossenen Ehe mit Balthasar von Schweinitz entstammte ebenfalls eine Tochter:
1. Barbara von Schweinitz (* 1545; † 1581), die 1560 einen Neffen von Ulrich von Czettritz geheiratet hat.[49]